# Latisana
Latisana (friuli nyelven Trisane, helyi nyelvjárásban Tisana) város Olaszország Friuli-Venezia Giulia régiójában, Udine megyében.

## Fekvése
A város Bibionétól 20 kilométerre északra fekszik, Velencétől 60 kilométerre keletre és Udinétől pedig 30 kilométerre délnyugatra. Közvetlen közelében halad el az A4-es autópálya, amelynek fel- és lehajtója is van itt. A város nyugati határában folyik a Tagliamento, mely egyben a régió határa is.

## Története
A város első említése 333-ból származik.

## Demográfia
A népesség alakulása

## Fő látnivalók
- San Giovanni Battista katedrális (Keresztelő Szent János)
- San Antonio templom
- Beata Vergine delle Grazie templom
- Santa Maria Bevazzan templom